# سفیان البقالی
سفیان البقالی (عربی: سفيان البقالي؛ زادهٔ ۷ ژانویهٔ ۱۹۹۶) دونده دو نیمه‌استقامت اهل مراکش است.